# Hexapterella
Hexapterella ist eine Gattung mykoheterotropher, blattgrünloser Pflanzen aus der Familie der Burmanniaceae. Die Gattung enthält zwei Arten, die im Nordosten Südamerikas heimisch sind.

## Beschreibung
Hexapterella sind aufrechte und krautig wachsende Arten und erreichen Wuchshöhen zwischen 5 und 21 Zentimeter. Sie betreiben keine Photosynthese, sondern leben parasitisch von Mykorrhizen und sind zu ihrer Ernährung vollständig von diesen abhängig. Die Blätter sind extrem reduziert.
Die Blütenstängel sind purpurn und meist unverzweigt, die Blütenstände gegabelte Wickel mit je 2 bis 6 Blüten oder selten endständigen Einzelblüten. Tragblätter sind vorhanden. Die Blüten sind gestielt und von weißer bis purpurner Grundfarbe. Entlang der Blütenröhre bis zum Fruchtknoten verlaufen sechs Flügel.
Die Pflanzen bilden Kapselfrüchte, die Samen sind braun und rundlich bis eiförmig.

## Verbreitung
Hexapterella steyermarkii ist nur in der venezolanischen Region Guayana beheimatet, Hexapterella gentianoides in großen Teilen des nordöstlichen Südamerika. Sie finden sich in Höhenlagen von Meereshöhe bis 1800 m.

## Systematik und Botanische Geschichte
Die Gattung enthält zwei Arten:
- Hexapterella gentianoides Urb.
- Hexapterella steyermarkii Maas & H. Maas

Hexapterella wurde 1903 von Ignaz Urban anhand von Hexapterella gentianoides erstbeschrieben, der Gattungsname verweist auf die sechs Flügel der Blüte, die Kennzeichen und diagnostisches Merkmal sind. Die Gattung war bis 1989 monotypisch, als Hexapterella steyermarkii vom niederländischen Ehepaar Maas erstbeschrieben wurde.

## Nachweise
- P. J. M. Maas, H. Maas-van de Kamer, J. van Bentham, H. C. M. Snelders, T. Rübsamen: Burmanniaceae, Flora Neotropica, Monogr. 42:1-189, 1986
- P. J. M. Maas, H. Maas: Hexapterella steyermarkii P. Maas & H. Maas, sp. nov., in: Julian A. Steyermark; Bruce K. Holst (Hrsg.): Flora of the Venezuelan Guayana-VII Contributions to the Flora of the Cerro Aracamuni, Venezuela, in: Annals of the Missouri Botanical Garden, 76:4, 1989, pp. 956–958